# Гинтерслебен
Гинтерслебен (њем. Güntersleben) општина је у њемачкој савезној држави Баварска. Једно је од 52 општинска средишта округа Вирцбург. Према процјени из 2010. у општини је живјело 4.409 становника. Посједује регионалну шифру (AGS) 9679142.

## Географски и демографски подаци
Гинтерслебен се налази у савезној држави Баварска у округу Вирцбург. Општина се налази на надморској висини од 273 метра. Површина општине износи 16,0 km². У самом мјесту је, према процјени из 2010. године, живјело 4.409 становника. Просјечна густина становништва износи 275 становника/km².